# Ludwik Seeling von Saulenfels
Ludwik Seeling von Saulenfels (niem. Ludwig Joseph Anton Seeling von Saulenfels; ur. 28 sierpnia 1832 w Bochni; zm. 2 lutego 1913 w Izdebniku) – austriacki przemysłowiec, działacz społeczny.

## Życiorys
Pochodził z rodziny niemieckiej, wywodzącej się z górniczego miasteczka Horní Blatná i osiadłej w Galicji u schyłku XVIII wieku. Był synem Ferdynanda Seelinga von Saulenfels (1800–1888), austriackiego urzędnika, burmistrza Podgórza w latach 1871–1875, i Karoliny (1814–1876), córki Antoniego Bauma von Appelshofen, austriackiego radcy gubernialnego, starosty krakowskiego, a następnie bocheńskiego. Miał trzy siostry: Mariannę (1833–1834), Karolinę (1837–1915) i Helenę (1839–1928), żonę Fryderyka Zolla (starszego), profesora prawa i dwukrotnego rektora Uniwersytetu Jagiellońskiego. Wychował się w środowisku dwujęzycznym, jednak w kręgu domowym posługiwano się językiem niemieckim i pielęgnowano kulturę niemiecką. 
Ukończył wiedeńską Wojskową Akademię Inżynieryjną. W 1853 służył w korpusie pionierów w Klosterneuburgu. Brał udział w wojnie francusko-austriackiej jako porucznik w 1. Batalionie Inżynieryjnym. Po odejściu z armii studiował rolnictwo w Wiedniu. Następnie wyjechał do Lwowa, gdzie poznał swoją przyszłą żonę Melanie Rieger, również pochodzącą z rodziny niemieckiej. Po ślubie para dzierżawiła przez kilka lat ziemie pod Krakowem i Wadowicami. 
Pod koniec lat 60. XIX wieku objął stanowisko administratora generalnego dóbr księcia Maurycego de Montléart w ówczesnym powiecie myślenickim, obejmujących m.in.: Izdebnik i Lanckoronę. Doprowadził on majątek do rozkwitu, otwierając fabrykę wódek i likierów, która szybko zyskała popularność w całej Galicji. Ponadto zbudował suszarnię warzyw, nakazał wytyczyć i utwardzić drogi oraz uregulować rzekę. Działał również w tym czasie jako rzeczoznawca dla dóbr tabularnych w Łagiewnikach. Po zakupie dóbr izdebnickich przez arcyksięcia Rajnera około 1890 pozostał na stanowisku administratora.  
W listopadzie 1891 otrzymał dylom honorowy I stopnia na wystawie artykułów żywności i przedmiotów do użytku domowego w Wiedniu. W 1894 został członkiem oddziału powiatowego Towarzystwa Rolniczego w Krakowie oraz taksatorem powiatowego oddziału Galicyjskiego Krajowego Instytutu Kredytowego. Jako dyrektor fabryki 30 października 1899 został wybrany członkiem galicyjskiej komisji krajowej dla Wystawy Powszechnej w Paryżu. Pełnił mandat członka rad powiatowych w Wadowicach i Myślenicach. Działał na rzecz tego regionu, przyczynił się m.in. do powstania sieci gościńców. Był także rzeczoznawcą Sądu Obwodowego w Wadowicach do spraw tabularnych.
W dowód wdzięczności jeszcze za życia ustanowiono tablicę honorującą jego osobę obok studni przy drodze Biertowice–Zembrzyce.
Zmarł 2 lutego 1913 w Izdebniku. Został pochowany na miejscowym cmentarzu parafialnym.

## Życie prywatne
Był żonaty z Melanią z domu Rieger (1843–1895). Mieli dwoje dzieci:
- Różę (1871–1957), zamężną z Janem Kantym Zduniem, właścicielkę pałacu w Rabie Wyżnej;
- Ferdynanda (1876–1904), urzędnika ubezpieczeń, żonatego z Jadwigą Zarembą.